# Сельское поселение Мамонтовское
Се́льское поселе́ние Ма́монтовское — упразднённое муниципальное образование в составе бывшего Ногинского муниципального района Московской области. Административный центр — село Мамонтово.
Образовано 1 января 2006 года.

## География

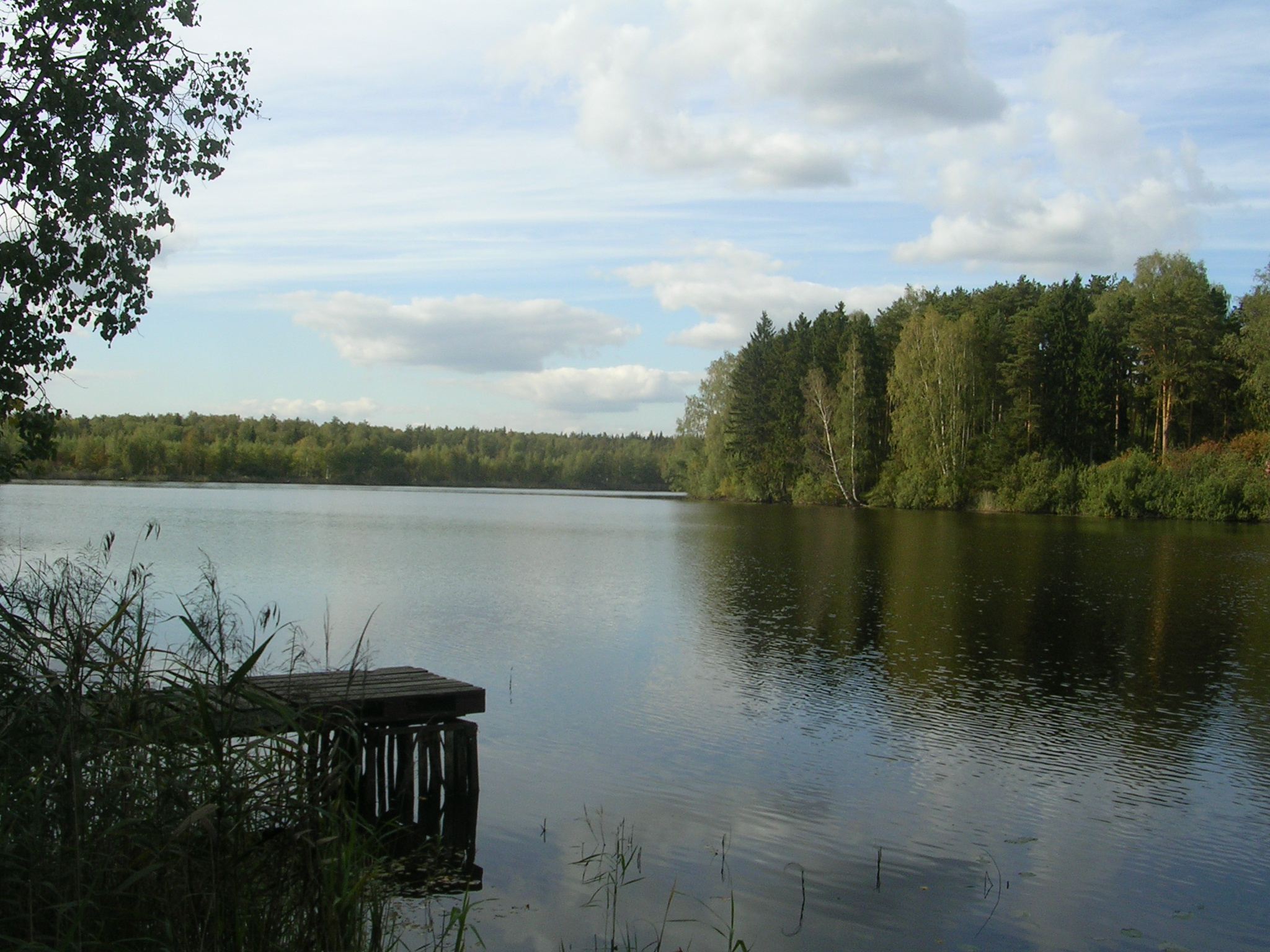
Луково озеро

Сельское поселение Мамонтовское располагается на северо-востоке Ногинского района. На юге граничит с сельским поселением Буньковское, на юго-западе — с городским поселением Ногинск, на западе — с сельским поселением Ямкинское и городским округом Черноголовка, на севере — с городским поселением Фряново Щёлковского района, на востоке — с сельским поселением Кузнецовское Павлово-Посадского района и Киржачским муниципальным районом Владимирской области. Площадь территории муниципального образования — 16 664 га.

## Население
| 2006  | 2007  | 2008  | 2009  | 2010  | 2011  | 2012  | 2013  |
| ----- | ----- | ----- | ----- | ----- | ----- | ----- | ----- |
| 3757  | ↘3522 | ↘3519 | ↗3542 | ↗9482 | ↗9619 | →9619 | ↗9638 |
| 2014  | 2015  | 2016  | 2017  | 2018  |       |       |       |
| ↗9720 | ↗9806 | ↗9845 | ↗9928 | ↘9912 |       |       |       |

С апреля 2016 года официально в состав территории Мамонтовского сельского поселения был включён Ногинск-9, в то же время население этого посёлка статистически включается в состав населения данного сельского поселения с момента Всероссийской переписи населения 2010 года, в предыдущие годы население Ногинска-9 статистически учитывалось в населении города Ногинска. Именно это обстоятельство объясняет резкое увеличение статистически учитываемой численности населения Мамонтовского сельского поселения в 2010 году в сравнении с 2009 годом.

## История

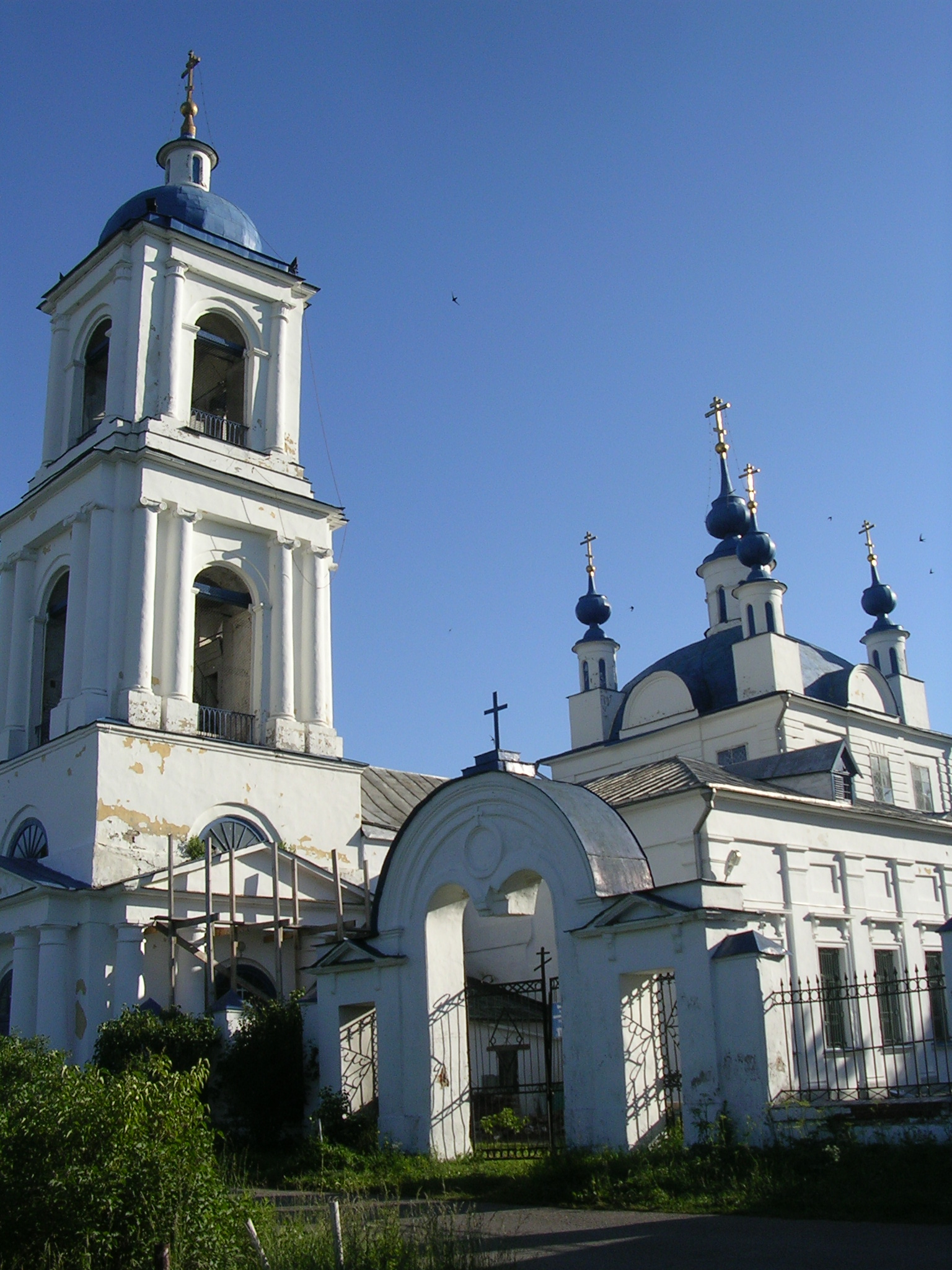
Ильинский Храм в Мамонтово

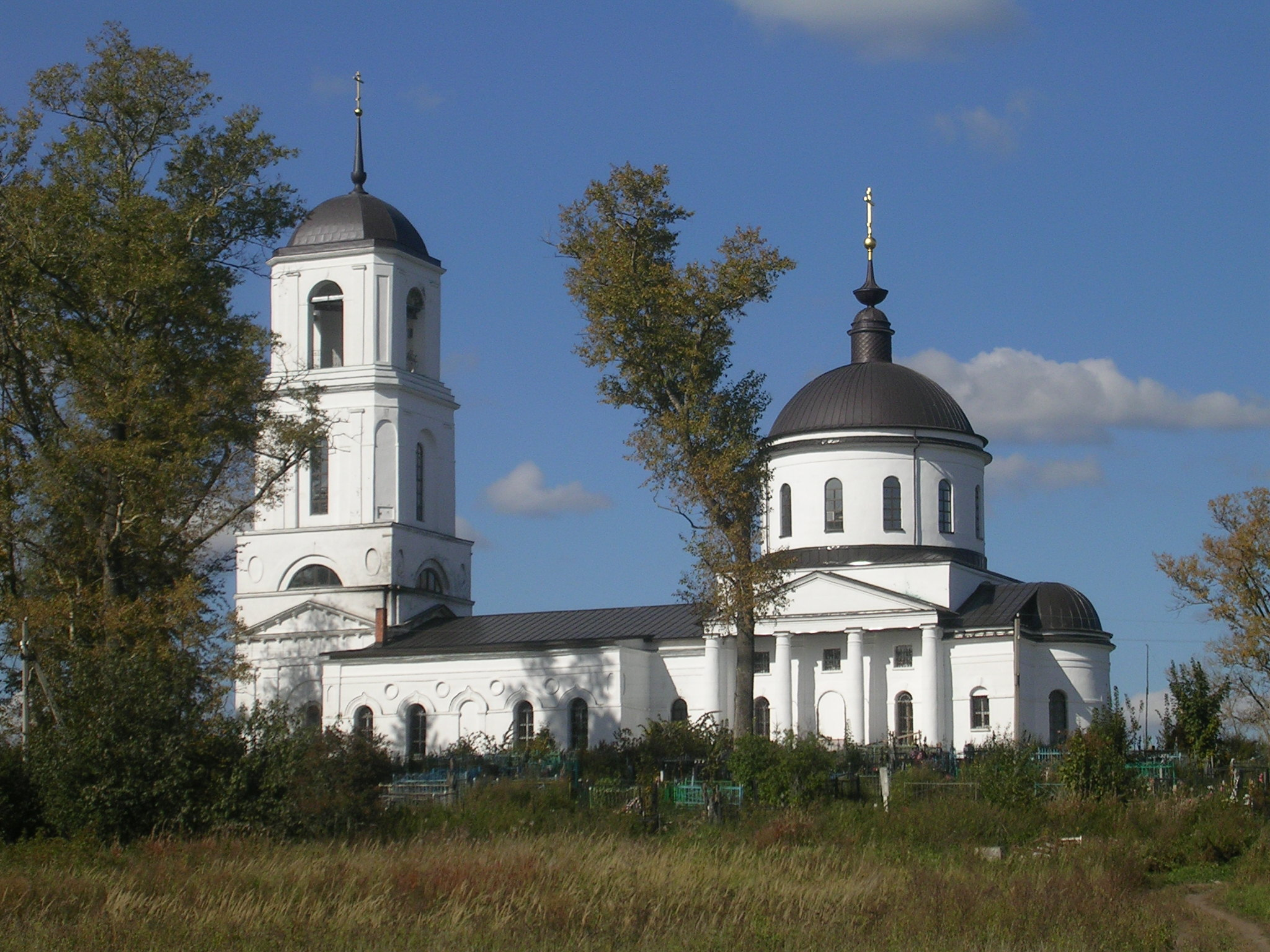
Храм Сергия Радонежского в Новосергиево

Сельское поселение Мамонтовское образовано 1 января 2006 года в рамках Реформы местного самоуправления в Российской Федерации, согласно Закону Московской области от 28 февраля 2005 года № 82/2005-ОЗ. В его состав вошли 15 населённых пунктов позже упразднённого Мамонтовского сельского округа Ногинского района Московской области.

## Состав сельского поселения
| №  | Населённый пункт | Тип населённого пункта       | Население |
| -- | ---------------- | ---------------------------- | --------- |
| 1  | Боровково        | деревня                      | ↘366      |
| 2  | Гаврилово        | деревня                      | ↗86       |
| 3  | Горки            | деревня                      | ↘497      |
| 4  | Жилино           | деревня                      | ↗121      |
| 5  | Зубцово          | деревня                      | ↘73       |
| 6  | Калитино         | деревня                      | ↘21       |
| 7  | Карабаново       | деревня                      | ↘36       |
| 8  | Мамонтово        | село, административный центр | ↘1027     |
| 9  | Ново             | деревня                      | ↗96       |
| 10 | Новосергиево     | село                         | ↗60       |
| 11 | Следово          | деревня                      | ↗112      |
| 12 | Стромынь         | село                         | ↘5430     |
| 13 | Тимково          | деревня                      | ↗208      |
| 14 | Черново          | деревня                      | ↘108      |
| 15 | Щекавцево        | деревня                      | ↘78       |

(статья 9 пункт 2 Закона Московской области от 28.02.2005 № 82/2005-ОЗ «О статусе и границах Ногинского муниципального района и вновь образованных в его составе муниципальных образований»)
С апреля 2016 года официально в состав территории Мамонтовского сельского поселения был включён Ногинск-9, в то же время население этого посёлка статистически включается в состав населения данного сельского поселения с момента Всероссийской переписи населения 2010 года, в предыдущие годы население Ногинска-9 статистически учитывалось в населении города Ногинска. Именно это обстоятельство объясняет резкое увеличение статистически учитываемой численности населения села Стромынь и всего Мамонтовского сельского поселения в 2010 году в сравнении с 2009 годом.

## Местное самоуправление
4 сентября 2005 года Главой муниципального образования «Сельское поселение Мамонтовское» путём голосования жителей избран Ефимов Александр Геннадиевич сроком на четыре года. 11 октября 2009 года он был переизбран на второй пятилетний срок. Председатель Совета депутатов — Шаляпин Дмитрий Аркадьевич.

## Интересные факты
В деревне Карабаново и селе Мамонтово в 1961 году проводились натурные съёмки фильма «Когда деревья были большими» Льва Кулиджанова.